# Aleucanitis habibazel
Aleucanitis habibazel är en fjärilsart som beskrevs av Dumont. Aleucanitis habibazel ingår i släktet Aleucanitis och familjen nattflyn. Inga underarter finns listade i Catalogue of Life.